# Очеретний Максим Михайлович
Макси́м Миха́йлович Очере́тний — український військовий, старший матрос 73 МЦСО, Герой України (2025, посмертно)

## Життєпис
Народився 9 вересня 2005 року в Одесі, а останні сім років разом із батьками і сестрою жив у селищі Авангард.
30 листопада 2023 року добровольцем вступив до лав Збройних Сил України. Службу проходив у військовій частині А 3199, а саме в 73-му морському центрі спеціальних операцій імені кошового отамана Антіна Головатого.
У жовтні 2024-го отримав орден учасника бойових дій і нагороджений почесним нагрудним знаком «Іду на Ви» третього ступеня.
Під час виконання бойових завдань Максима контузило, востаннє — 9 листопада 2024 року.
Попри свій юний вік, Максим Очеретний успішно виконав низку складних бойових завдань, які увійдуть в героїчну історію визволення України від російського окупанта.
Загинув 26 листопада 2024 року в районі урочища Яблуневе Курської області
Похорон відбувся 4 грудня 2024 в Авангарді.

## Нагороди
- звання Герой України з удостоєнням ордена «Золота Зірка» (6 лютого 2025, посмертно) — за особисту мужність і героїзм, виявлені у захисті державного суверенітету та територіальної цілісності України, самовіддане служіння Українському народові[1][2][3]